# Paul Freytag
Paul Freytag (* 1873 in Haspe; † 1954) war ein deutscher Maler und Zeichner.

## Leben
Paul Freytag wurde 1873 in Haspe geboren. Freytag erhielt seine akademische Ausbildung an der Preußischen Akademie der Künste in Berlin. Dort war er unter anderem Schüler von Paul Friedrich Meyerheim. Nach dem Ersten Weltkrieg ließ er sich zeitweilig in Düsseldorf nieder und zog 1926 nach Berge, seinem endgültigen Wohnort.
Seine Werke verkaufte Freytag sowohl an Kunstliebhaber als auch an Museen.
Die Motive seiner Kunstwerke fand er in der heimatlichen Umgebung. Freytag, der passionierter Jäger war und sein Jagdgebiet im Börsteler Wald hatte, hielt Landschaft und Fauna in seinen Bildern fest. Er war langjähriger Mitarbeiter mehrerer Jagdzeitschriften.
Gut befreundet war Freytag mit dem Artländer Künstler Karl Allöder.
Das künstlerische Schaffen und Erbe Freytags gehört in erster Linie zur Landschaftsmalerei, des Weiteren zur Tiermalerei.